# Намибија
Намибија (енгл. Namibia), или званично Република Намибија (енгл. Republic of Namibia), је држава у јужној Африци, на обалама Атлантског океана. Граничи се на Анголом и Замбијом на северу, Боцваном на истоку и Јужноафричком Републиком на југу. Независност је добила 1990. године од Јужноафричке Републике.

## Историја
Територију данашње Намибије првобитно су насељавала племена Бушмани, Дамара и Мамака. Европљани су се у већем броју населили тек у 19. веку, када је већина територије припала Немачкој као колонија Југозападна Африка, а мањи део је био под британском контролом. Јужноафричка Унија је окупирала колонију након победе над немачким снагама за време Првог светског рата, а од 1920. је управљала територијом на основу мандата Лиге народа. По завршетку Другог светског рата, Јужноафричка Унија је одбила да врати мандат Уједињеним нацијама и наставила је да управља територијом без међународног признања.
Генерална скупштина Уједињених нација је 26. октобра 1966. опозвале мандат за управљање Југозападном Африком, а подручје је подвргнуто под директну врховну власт УН. Међутим, јужноафричка влада није признала ту одлуку и покушала је да припоји ту регију. Године 1966. Југозападноафричка народна организација (енгл. South-West Africa People's Organisation (SWAPO)) почела је борбу за независност, а Јужноафричка Република је тек 1988. године пристала да повуче своје снаге из Намибије, у складу са мировним планом Уједињених нација за цео регион. Намибија је званично прогласила независност 21. марта 1990, али јој је лука Валвис Беј враћена тек 1994. године.

## Политика
Намибија је република са полупредседничким системом власти. Председник се бира на изборима на мандат од пет година. Председник је по уставу шеф државе и владе. Кабинет се састоји од председника, премијера и министара. Премијера и министре именује председник државе. СВАПО (енгл. South-West Africa People's Organisation (SWAPO)), главна организација која је предводила борбу за независност Намибије, и даље је највећа политичка странка.
Парламент се састоји из два дома: горњег Народног савета (енгл. National Council) и доњег, Народне скупштине (енгл. National Assembly). Горњи дом има 42 посланика (по 3 посланика из 14 регија), доњи дом има 104 посланика (96 се бирају на изборима, док 8 именује председник). Посланици имају мандат од 5 година. Народна скупштина врши главну законодавну власт, док Народни савет има претежно саветодавну улогу.
Највиши правосудни орган је врховни суд, чије судије именује председник по предлогу Одбора за правосудне послове. Испод Врховног суда се налази виши суд, који служи као главни апелациони суд у земљи, а испод њега се налазе општински и окружни судови. Намибија прати римско-холандско обичајно право са упливом немачког континенталног права. Једна је од ретких земаља која уопште нема кодификацију кривичног права; уместо тога, казне за злочине се одређују наспрам претходних судских случајева.
Устав Намибије из 1990. године је први афрички устав у чијем се тексту спомиње важност очувања животне средине.

## Административна подела
Држава је подељена на 14 регија и 121 општину. Регије су:
| #  | Регија      | Главни град   | Број становника (2011) | Површина (km²) | Густина насељености стан./km² |
| -- | ----------- | ------------- | ---------------------- | -------------- | ----------------------------- |
| 1  | Замбези     | Катима Мулило | 90.100                 | 14.785         | 6,1                           |
| 2  | Еронго      | Свакопмунд    | 150.400                | 63.539         | 2,4                           |
| 3  | Хардап      | Маријентал    | 79.000                 | 109.781        | 0,7                           |
| 4  | Карас       | Китманшоп     | 76.000                 | 161.514        | 0,5                           |
| 5  | Каванго1    | Рунду         | 222.500                | 48.742         | 4,6                           |
| 6  | Кхомас      | Виндхук       | 340.900                | 36.964         | 9,2                           |
| 7  | Кунене      | Опуво         | 88.300                 | 115.260        | 0,8                           |
| 8  | Охангвена   | Енхана        | 245.100                | 10.706         | 22                            |
| 9  | Омахеке     | Гобабис       | 70.800                 | 84.981         | 0,8                           |
| 10 | Омусати     | Оутапи        | 242.900                | 26.551         | 9,1                           |
| 11 | Ошана       | Ошакати       | 174.900                | 8.647          | 20                            |
| 12 | Ошикото     | Омутија       | 181.600                | 38.685         | 4,7                           |
| 13 | Отјозонђупа | Отјиваронго   | 142.400                | 105.460        | 1,4                           |

1 Регија Каванго је 2013. подељена на две нове регије: Источни Каванго и Западни Каванго.

## Географија

### Положај
Државе са којима се Намибија граничи су: Ангола, Замбија, Боцвана и Јужноафричка Република. Површина државе износи 825.615 km².

### Геологија и рељеф
Рељефом Намибије доминира централна висораван са највећим врхом на планини Брандберг (2.606 м). Средишња висораван граничи на западу са Намибијском пустињом, на југу са реком Оранџ и пустињом Калахари. На североистоку се територија Намибије сужава у уски Капривијев појас, назван по немачком канцелару који је успео добити излаз Немачке колоније на реку Замбези.

### Клима
Клима варира, од пустињске до суптропске. Углавном је вруће и суво, а падавине су ретке и неравномерно распоређене. Хладна Буенгуелска струја, усмерена према северу, смањује количине падавина.
Већи градови су Виндхук, Валвис Беј, Свакопмунд, Ошакати и Грутсутеин.
|  |  |

## Привреда
Привреда Намибије је увелико зависна о вађењу и преради минерала за извоз. Рударство чини 8% БДП-а, али обезбеђује више од 50% спољнотрговинских прихода. Намибија је четврта земља у Африци по извозу нагоривих минерала и пета у свету по производњи уранијума. Захваљујући богатим наплавним налазиштима дијаманата, земља је велико светско извориште дијамантског драгог камења. Намибија производи и велике количине олова, цинка, коситре, сребра и волфрама.
Око 2/5 становништва живи од пољопривреде (углавном од некомерцијалне). Намибија не задовољава властите потребе за храном, па мора увозити. Несташице хране у руралним областима представљају велики проблем током сушних година.
Иако је БДП по становнику много већи од најсиромашнијих афричких земаља, већина Намибијаца живи у изразитом сиромаштву због велике стопе незапослености и неравномерно распоређеног националног богатства. Намибијска привреда је повезана са Јужноафричком.

## Становништво
Према попису становништва и домаћинстава из 2011. године, Намибија је имала 2.113.077 становника. У периоду од 2001. до 2011. године, годишњи прираст становништва износио је 1,4%, што је пад у односу на претходни десетогодишњи период (1991—2001) када је износио 2,6%.
Према попису из 2011, у Намибији живи 2.104.900 становника. Црнци чине 87%, белци 6%, а мелези 7% становништва. Око 80-90% становништва су хришћани (од тога 50% лутерани), док локална веровања практикује око 10-20% становништва.
Намибија има врло слабу густину насељености, друга је на свијету најрјеђе насељена држава међу свим сувереним државама свијета, одмах послије Монголије. Већина становништва земље је народ Овамбо који спада у групу Банту народа, а који сачињавају око половину становништва. Овамбо углавном живе на сјеверу Намибије, међутим данас насељавају готово све градове у земљи. Друге етничке групе су Хереро и Химба, који говоре веома сличним језицима, док народи Дамара и Нама причају истим кликтавим језиком познатим као којкој језик.
Поред већинског Банту становништва, овдје живе и веће групе којсанских народа (попут Нама и Бушмана), који су потомци првобитних становника јужне Африке. У Намибији живе и бројни потомци избеглица из Анголе. Такође, ту живе и две мање групе становништва мијешане расе мулата и такозваних Бастарда, који заједно сачињавају око 6,6% укупног становништва земље. Број мулата у односу на Бастарде је око два напрема један. Постоји и мања кинеска заједница у Намибији.
Белци (највећи број њих је португалског, холандског, њемачког, британског и француског порекла) чине око 6,4% укупног становништва Намибије; они чине другу по величини популацију европског порекла у подсахарској Африци, и у погледу учешћа у укупном становништву државе и погледу укупног броја становника, само их у Јужноафричкој Републици има више. Већина бијелаца у Намибији и готово сви мјешанци и мулати говоре африканерски језик, те деле сличну културу, религију и порекло попут белаца и мелеза у ЈАР. Мањи део белаца (око 30 хиљада) воде порекло директно од немачких колониста, а задржали су своје немачке културне и образовне институције. Готово сви португалски насељеници дошли су у Намибију из раније португалске колоније Анголе. По попису становништва из 1960. године у Југозападној Африци (данашњој Намибији) живело је 526.004 становника, од чега је било 73.464 белаца (14%).
Намибија врши попис становништва сваких десет година. Након стицања независности, први попис становништва и домаћинстава је одржан 1991. године, док су наредни одржавани 2001. и 2011. године. За прикупљање података о броју становника, користила се метода да се рачунао сваки становник Намибије на дан заказаног пописа, без обзира где се та особа налазила. Таква метода се назива још и de facto метода. За потребе нумерације и организовања пописа, држава је подијељена на 4.042 пописна подручја. Ова подручја се не преклапају са административним границама ради добијања поузданијих података за потребе изборних спискова.
Попут многих држава Подсахарске Африке, Намибија има велики проценат радно-способног становништва који су ХИВ позитивни, или су оболели од сиде. Последњих година је начињен значајан напредак у борби против ове болести. Лечење је обезбеђено за око 90% заражених, а број нових инфекција је смањен за 60%. Према процени из 2011, око 13,4% одраслог становништва Намибије је било ХИВ позитивно, што и даље сврстава Намибију међу 10 држава са највећом преваленцом ХИВ позитивних на свету.
Енглески је службени језик. Половина Намибијаца говори Овамбо (Oshiwambo) као први језик, а веома је заступљен и африканерски, који је био званични језик за време јужноафричке управе. Иако је службени језик енглески, већина белог становништва говори или африканерски или немачки, оба језика су била службена до 1990. када је Намибија добила независност. Португалски језик говори један део црног становништва из Анголе. У Намибији се такође говори више од 11 домородачких језика, а многи становници говоре два или три језика.